# 1897-es argentin labdarúgó-bajnokság (első osztály)
Az 1897-es Primera División volt a 6. alkalommal megrendezett, legmagasabb szintű labdarúgó-bajnokság Argentínában.
A címvédő a Lomas Academy volt. A bajnokságot a Lomas csapata nyerte meg, a bajnokság történetében negyedjére.

## Tabella
| Hely. | Csapat     | M  | Gy | D | V  | G+ | G– | Gk  | P  | Továbbjutás vagy kiesés |
| ----- | ---------- | -- | -- | - | -- | -- | -- | --- | -- | ----------------------- |
| 1.    | Lomas (B)  | 12 | 9  | 2 | 1  | 55 | 9  | +46 | 20 | Rájátszás               |
| 2.    | Lanús      | 12 | 10 | 0 | 2  | 39 | 8  | +31 | 20 | Rájátszás               |
| 3.    | Belgrano   | 12 | 9  | 1 | 2  | 47 | 15 | +32 | 19 |                         |
| 4.    | Flores     | 12 | 6  | 1 | 5  | 44 | 22 | +22 | 13 |                         |
| 5.    | Palermo    | 12 | 4  | 0 | 8  | 11 | 50 | −39 | 8  |                         |
| 6.    | Belgrano B | 12 | 1  | 1 | 10 | 10 | 56 | −46 | 3  |                         |
| 7.    | Banfield   | 12 | 0  | 1 | 11 | 6  | 52 | −46 | 1  |                         |

### Rájátszás
| Dátum          | 1. csapat | Res.       | 2. csapat |
| -------------- | --------- | ---------- | --------- |
| szeptember 8.  | Lomas     | 1–1 (h.u.) | Lanús     |
| szeptember 12. | Lomas     | 0–0 (h.u.) | Lanús     |
| szeptember 19. | Lomas     | 1–0        | Lanús     |

- h.u. – hosszabbítás után

A Lomas nyerte a bajnoki címet.